# بازماغبور (آراغاتسوتن)
مدينة بازماغبور (بالإنجليزية: Bazmaghbyur)‏ هي إحدى المدن التابعة لمقاطعة آراغاتسوتن في أرمينيا. يقدر عدد سكانها بـ 1086 نسمة حسب الإحصاء الذي جرى عام 2011.